# دوغلاس سي-54 سكاي ماستر
سي-54 (بالإنجليزية: Douglas C-54 Skymaster)‏ هي طائرة نقل عسكري بأربع محركات أنتجت في 1942 بالولايات المتحدة. من صناعة شركة دوغلاس للطائرات. انتهت خدمتها في 1975. صنع منها 1,170 طائرة. أستخدمت من قبل القوات الجوية الأمريكية في الحرب العالمية الثانية والحرب الكورية. طائرة دوغلاس سي-54 مثلها مثل طائرة دوغلاس سي-47 سكاي ترين استمدت من طائرة المدنية دوغلاس دي سي-4.

## المستخدمون
- بحرية الولايات المتحدة
- القوات الجوية الأمريكية